# Jöns Bosson (Oxehufvud)
Jöns Bosson (Oxehufvud), var en svensk fogde på 1500-talet.

## Biografi
Jöns Bosson (Oxehufvud) var son till Bo Andersson och Ingrid Jönsdotter. Han var fogde i Vartofta härad från 23 mars 1555 till 1559. Den 30 juni 1560 bevittnade han konung Gustav Vasas testamente och deltog i Ständernas bevillning 15 april 1561. Jöns Bosson var från 1562 till 1563 fogde i Vartofta härad och från 1563 till 1564 fogde på Jönköpings slott och i Habo socken. Han dömdes 6 januari 1564 till döden av kung Erik, men benådades. Jöns Bosson blev 25 september 1566 slottsfogde på Varbergs slott. Han levde ännu 1568.

### Familj
Bosson gifte sig omkring 1540 med Brita Hånasdotter (Hand), dotter till Håkan Pedersson (Hand) och Christina Håkansdotter (Thun). De fick dottern Märta Jönsdotter (död 1569) som var gift med ståthållaren Peder Ribbing.